# 道尔吉苏伦·蒙赫巴亚尔
道尔吉苏伦·蒙赫巴亚尔（1969年7月9日—），生于乌兰巴托，德国籍蒙古裔女子射击运动员。
在1992年巴塞罗那奥运会上，她为蒙古代表团夺得了女子25米运动手枪的铜牌。在2008年北京奥运会上，她代表德国代表团再次夺得该项目的铜牌。